# Sigmund Fugger von Kirchberg und Weißenhorn
Sigmund Fugger von Kirchberg und Weissenhorn (né le 24 septembre 1542 à Augsbourg, mort le 5 novembre 1600) est le cinqte-deuxième évêque de Ratisbonne et prince-évêque de la principauté épiscopale de Ratisbonne de 1598 à sa mort.

## Biographie
Sigismund Friedrich est le fils du banquier et humaniste Johann Jacob Fugger (1516-1575) et d'Ursula von Harrach (1522-1554). Parmi ses frères, dont certains seront également des dignitaires spirituels, figurent également Karl et Ferdinand en tant que colonels espagnols et Maximilien en tant que commandant de l'ordre teutonique de Sterzing.
De 1560 à 1563, il étudie à Pise, Sienne et Bologne.
Jeune homme, il est chanoine à Salzbourg, Passau et Ratisbonne. De 1573 à 1579, il est prêtre et doyen du stift de Laufen, de 1580 à 1589 il est doyen de la cathédrale de Salzbourg, de 1596 à 1598 à Passau, de 1586 à 1595 prêtre de Kirchberg am Wagram. En 1597, il devient prévôt de la cathédrale de Ratisbonne et, le 2 juillet 1598, il est élu évêque.
Sigmund hérite d'un diocèse lourdement endetté en raison du fardeau de la guerre et des mauvaises récoltes. En tant qu'évêque, Sigmund Friedrich s'efforce de poursuivre le travail de réforme de l'administrateur du diocèse Jakob Miller (de), qui avait dirigé et administré le diocèse de 1587 à 1597 pour Philippe-Guillaume de Bavière, évêque de Ratisbonne et cardinal alors qu'il était mineur, mort accidentellement. Conformément aux exigences réformatrices du Concile de Trente, les fidèles sont exhortés à recevoir plus fréquemment le sacrement de pénitence, le respect de l'obligation de célibat des prêtres diocésains est contrôlé et l'obligation de faire l'instruction religieuse dans les paroisses du diocèse est forcée. Il est mort d'une lithiase urinaire.